# Fred F. Sears
Frederick Francis Sears (* 7. Juli 1913 in Boston, Massachusetts; † 30. November 1957 in Hollywood) war ein amerikanischer Regisseur und Schauspieler.

## Leben
Sears musste seine Schulausbildung am Boston College in der Folge der Weltwirtschaftskrise 1929 abbrechen. Er ging daraufhin mit 24 Jahren nach New York. Dort gab er im Januar 1937 seinen Einstand auf der Bühne in dem Stück ‘Tide Rising’. Bis Jahresende 1940 trat er am Off-Broadway auf, so unter anderem 1938 in ‘Censored’ und ‘Lorelei’ sowie 1940 in ‘Quiet, Please!’ und ‘Cue for Passion’. Später versuchte er sich auch in der Bühnenregie und -produktion am Westchester Playhouse, gleichfalls in New York.
1941 übernahm er die Leitung des Little Theater in Memphis. In derselben Stadt unterrichtete Sears auch klassische Schauspielkunst an der Southwestern University. 1943 trat er in die United States Army ein. Unmittelbar nach dem Ende des Zweiten Weltkrieges zog er nach Hollywood. Noch 1945 wurde er von Columbia Pictures als Schauspieler unter Vertrag genommen. Zwischen 1947 und 1952 spielte er in fast 60 Filmen, allerdings zumeist in kleinen Rollen ohne Nennung im Abspann. 1952 stellte ihn Harry Cohn, zu dieser Zeit Präsident von Columbia Pictures, als Regisseur ein. Von 1953 bis 1957 führte er in 29 Spielfilmen die Regie. Hierbei war er nicht auf ein bestimmtes Genre festgelegt, so drehte er unter anderem den Rock-and-Roll-Musikfilm Außer Rand und Band mit Bill Haley und den B-Movie Fliegende Untertassen greifen an, sowie mehrere Western.
Am 30. November 1957 erlag er in seinem Büro in den Columbia Studios einer Hirnblutung.

## Filmografie (Auswahl)
Regisseur
- 1949: Desert Vigilante
- 1949: Horsemen of the Sierras
- 1950: Across the Badlands
- 1950: Raiders of Tomahawk Creek
- 1950: Lightning Guns
- 1951: Prairie Roundup
- 1951: Ridin’ the Outlaw Trail
- 1951: Snake River Desperadoes
- 1951: Bonanza Town
- 1951: Pecos River
- 1952: Smoky Canyon
- 1952: The Hawk of Wild River
- 1952: The Kid from Broken Gun
- 1952: Last Train from Bombay
- 1953: Target Hong Kong
- 1953: Stunde der Abrechnung (Ambush at Tomahawk Gap)
- 1953: The 49th Man
- 1953: Sky Commando
- 1953: Mission Over Korea
- 1953: Bis zur letzten Kugel (The Nebraskan)
- 1953: El Alamein
- 1954: Overland Pacific
- 1954: Massacre Canyon
- 1954: Ausgeräuchert (The Miami Story)
- 1954: Fliegende Hufe (The Outlaw Stallion)
- 1954: Galgenvögel (Wyoming Renegades)
- 1955: Todeszelle 2455 (Cell 2455 Death Row)
- 1955: Die große Masche (Chicago Syndicate)
- 1955: Apache Ambush
- 1955: Teen-Age Crime Wave
- 1956: Inside Detroit
- 1956: Fury at Gunsight Pass
- 1956: Außer Rand und Band (Rock Around the Clock)
- 1956: Fliegende Untertassen greifen an (Earth vs the Flying Saucers)
- 1956: The Werewolf
- 1956: Miami Exposé
- 1956: Cha-Cha-Cha (Cha-Cha-Cha Boom!)
- 1956: Außer Rand und Band 2. Teil (Don’t Knock the Rock)
- 1956: Der Dschungel von Manhattan (Rumble on the Docks)
- 1957: Utah Blaine
- 1957: Angriff der Riesenkralle (The Giant Claw)
- 1957: Calypso-Fieber (Calypso Heat Wave)
- 1957: The Night the World Exploded
- 1957: Escape from San Quentin
- 1958: The World Was His Jury
- 1958: Going Steady
- 1958: Crash Landing
- 1958: Der Teufel holt sie alle (Badman’s Country)
- 1958: Ghost of the China Sea

Schauspieler
- 1948: Ein Pferd namens October (The Return of October)
- 1948: Dieser verrückte Mr. Johns! (The Fuller Brush Man)
- 1948: Die Geliebte des Marschalls (The Gallant Blade)
- 1949: Der Berg des Schreckens (Lust for Gold)
- 1949: Unerschütterliche Liebe (Shockproof)
- 1949: Leicht französisch (Slightly French)
- 1949: Tokio-Joe (Tokyo Joe)
- 1950: Verurteilt (Convicted)
- 1951: Ein Held für zwei Stunden (Saturday’s Hero)